# Maria Bueno

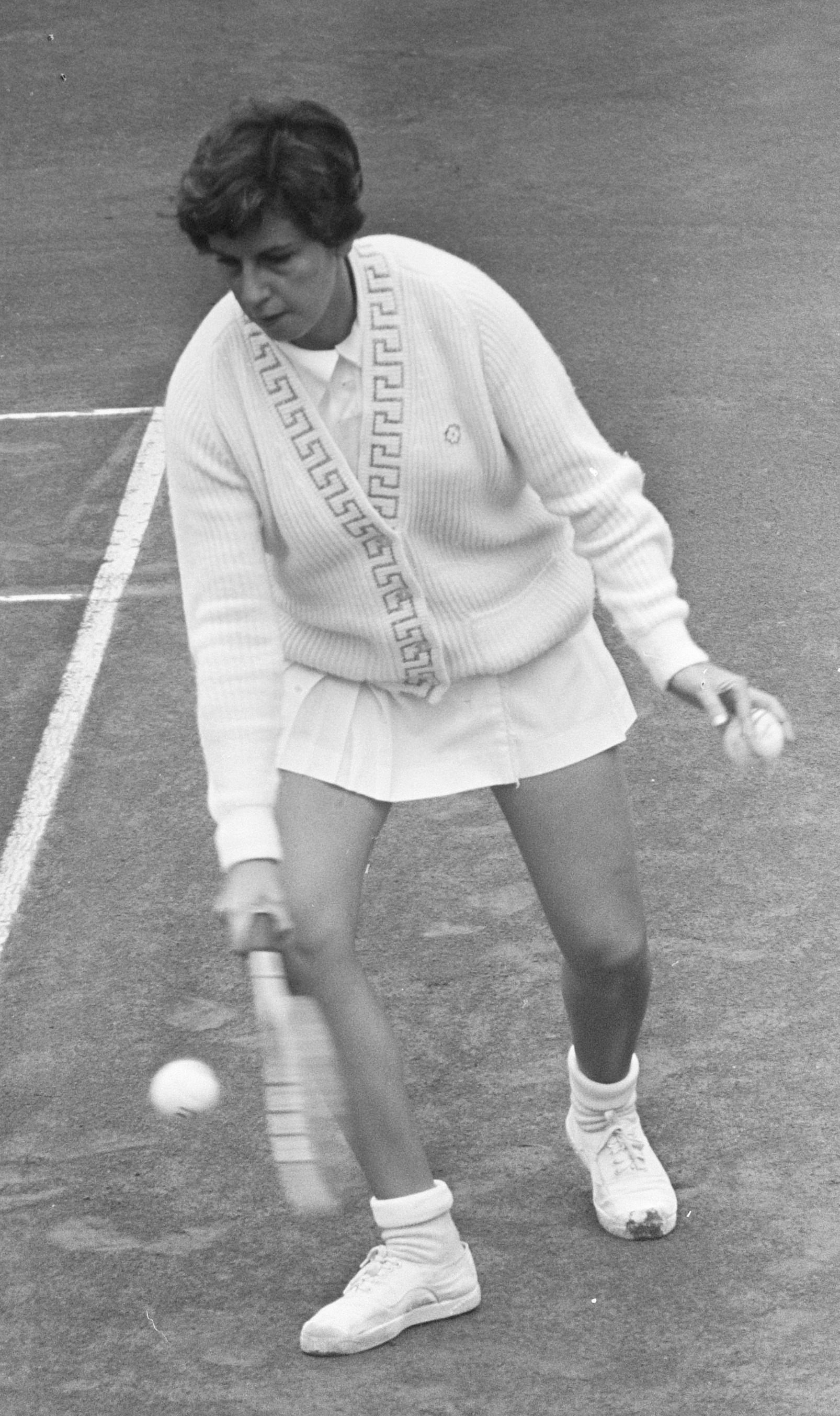
Maria Bueno

Maria Esther Andion Bueno (* 11. Oktober 1939 in São Paulo; † 8. Juni 2018 ebenda) war eine brasilianische Tennisspielerin.

## Karriere
| Jahr                                                 | Tennisspieler(in)                             | Wettbewerb     |
| ---------------------------------------------------- | --------------------------------------------- | -------------- |
| 1938                                                 | Don Budge                                     | Herreneinzel   |
| 1951                                                 | Ken McGregor Frank Sedgman                    | Herrendoppel   |
| 1953                                                 | Maureen Connolly                              | Dameneinzel    |
| 1960                                                 | Maria Bueno mit verschiedenen Partnerinnen    | Damendoppel    |
| 1962                                                 | Rod Laver                                     | Herreneinzel   |
| 1963                                                 | Margaret Smith Ken Fletcher                   | Mixed          |
| 1965                                                 | Margaret Smith mit verschiedenen Partnern     | Mixed          |
| 1967                                                 | Owen Davidson mit verschiedenen Partnerinnen  | Mixed          |
| 1969                                                 | Rod Laver                                     | Herreneinzel   |
| 1970                                                 | Margaret Court                                | Dameneinzel    |
| 1983                                                 | Stefan Edberg                                 | Junioreneinzel |
| 1984                                                 | Martina Navratilova Pam Shriver               | Damendoppel    |
| 1988                                                 | Steffi Graf                                   | Dameneinzel    |
| 1998                                                 | Martina Hingis mit verschiedenen Partnerinnen | Damendoppel    |
|  mit verschiedenen Partnern  Golden Slam fett Einzel |                                               |                |

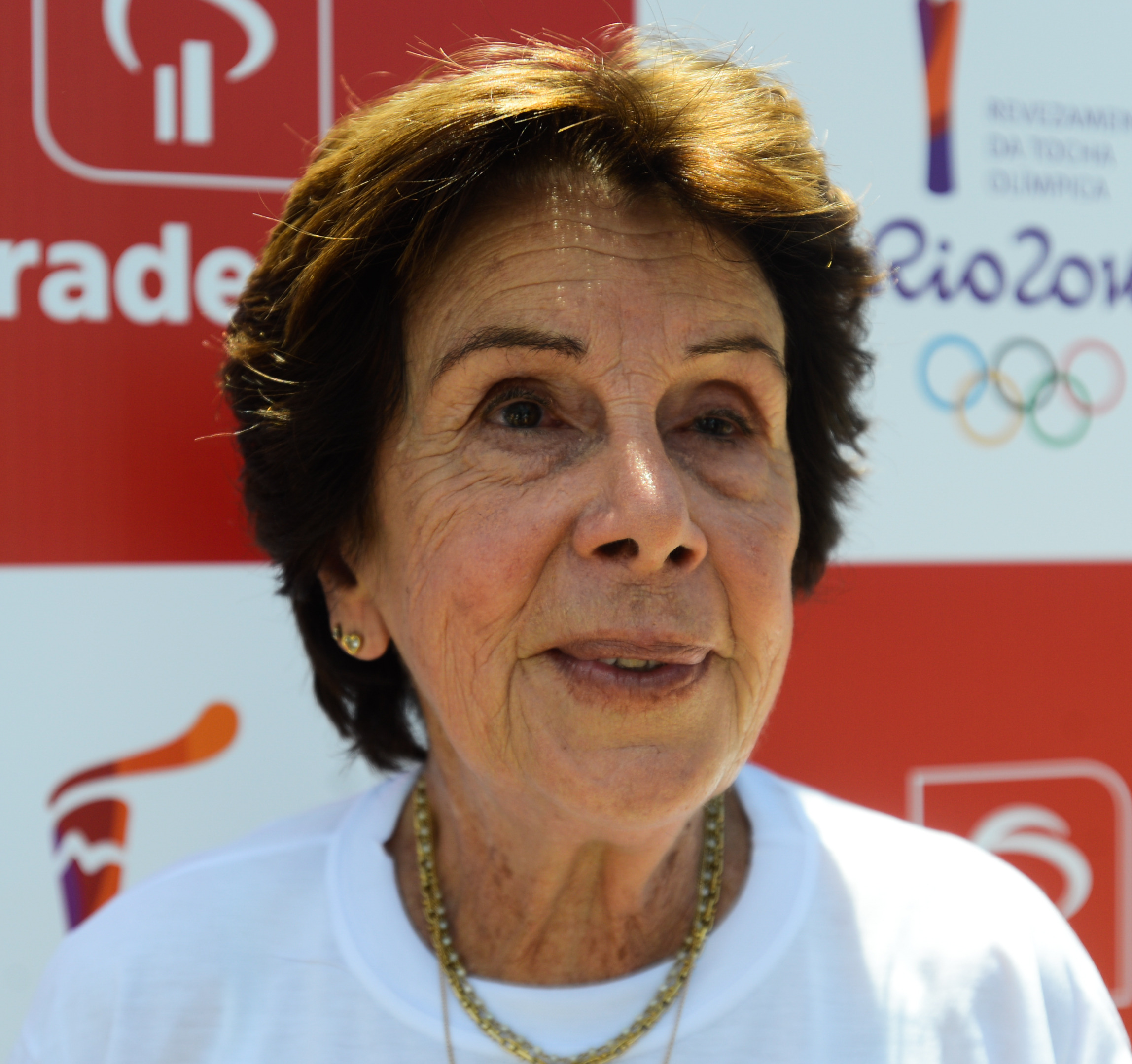
Maria Bueno (2016)

Bueno begann schon früh mit dem Tennisspielen und gewann mit 12 Jahren ihr erstes Turnier, ohne zuvor an einem regelmäßigen Tennistraining teilgenommen zu haben. Mit 14 Jahren wurde sie brasilianische Meisterin. 1958 gewann sie mit den Italian Open ihr erstes großes Turnier im Einzel und mit Althea Gibson ihren ersten Grand-Slam-Titel im Doppel.
Im nächsten Jahr gewann sie ihren ersten Einzeltitel in Wimbledon, als sie die US-Amerikanerin Darlene Hard mit 6:4 und 6:3 besiegte. Danach gewann sie auch die US Open und wurde die Nummer 1 im Damentennis. Im selben Jahr wurde sie mit der Sportler-des-Jahres-Auszeichnung von Associated Press geehrt.
Maria Bueno war die Nummer 1 in den Jahren 1959, 1960, 1964 und 1966. In dieser Zeit gewann sie drei Mal den Titel im Wimbledon und vier Mal die US Open. Außerdem stand sie im Finale der Australian Open und der French Open. Beide Endspiele verlor sie gegen Margaret Smith, ihre größte Rivalin in diesen Jahren.
Im Jahr 1960 gewann sie im Doppel den Grand Slam. 1978 wurde Maria Bueno in die International Tennis Hall of Fame aufgenommen.
Sie starb mit 78 Jahren in einem Krankenhaus in ihrer Heimatstadt São Paulo an den Folgen einer Krebserkrankung. Posthum wurde sie 2019 mit dem Diploma Bertha Lutz ausgezeichnet.

## Sonstiges
Der Hauptplatz des Centro Olímpico de Tênis in Rio de Janeiro ist nach ihr benannt.

## Grand-Slam-Titel

### Einzel
| Nr. | Datum | Turnier                     | Kategorie  | Belag | Finalgegnerin            | Ergebnis      |
| --- | ----- | --------------------------- | ---------- | ----- | ------------------------ | ------------- |
| 1.  | 1959  | Wimbledon                   | Grand Slam | Rasen | Darlene Hard             | 6:4, 6:3      |
| 2.  | 1959  | U.S. National Championships | Grand Slam | Rasen | Christine Truman         | 6:1, 6:4      |
| 3.  | 1960  | Wimbledon                   | Grand Slam | Rasen | Sandra Reynolds          | 8:6, 6:0      |
| 4.  | 1963  | U.S. National Championships | Grand Slam | Rasen | Margaret Smith           | 7:5, 6:4      |
| 5.  | 1964  | Wimbledon                   | Grand Slam | Rasen | Margaret Smith           | 6:4, 7:9, 6:3 |
| 6.  | 1964  | U.S. National Championships | Grand Slam | Rasen | Carole Caldwell Graebner | 6:1, 6:0      |
| 7.  | 1966  | U.S. National Championships | Grand Slam | Rasen | Nancy Richey             | 6:3, 6:1      |

### Doppel
| Nr. | Jahr | Turnier                                           | Kategorie  | Belag | Partnerin           | Finalgegnerinnen                 | Ergebnis      |
| --- | ---- | ------------------------------------------------- | ---------- | ----- | ------------------- | -------------------------------- | ------------- |
| 1.  | 1958 | Wimbledon                                         | Grand Slam | Rasen | Althea Gibson       | Margaret du Pont Margaret Varner | 6:3, 7:5      |
| 2.  | 1960 | Australian Championships                          | Grand Slam | Rasen | Christine Truman    | Lorraine Robinson Margaret Smith | 6:2, 5:7, 6:2 |
| 3.  | 1960 | Internationale französische Tennismeisterschaften | Grand Slam | Sand  | Darlene Hard        | Pat Ward Hales Ann Haydon        | 6:2, 7:5      |
| 4.  | 1960 | Wimbledon                                         | Grand Slam | Rasen | Darlene Hard        | Sandra Reynolds Renée Schuurman  | 6:4, 6:0      |
| 5.  | 1960 | U.S. National Championships                       | Grand Slam | Rasen | Darlene Hard        | Ann Haydon Deidre Catt           | 6:1, 6:1      |
| 6.  | 1962 | U.S. National Championships                       | Grand Slam | Rasen | Darlene Hard        | Karen Susman Billie Jean Moffitt | 4:6, 6:3, 6:2 |
| 7.  | 1963 | Wimbledon                                         | Grand Slam | Rasen | Darlene Hard        | Robyn Ebbern Margaret Smith      | 8:6, 9:7      |
| 8.  | 1965 | Wimbledon                                         | Grand Slam | Rasen | Billie Jean Moffitt | Françoise Dürr Jeanine Lieffrig  | 6:2, 7:5      |
| 9.  | 1966 | U.S. National Championships                       | Grand Slam | Rasen | Nancy Richey        | Billie Jean King Rosie Casals    | 6:3, 6:4      |
| 10. | 1966 | Wimbledon                                         | Grand Slam | Rasen | Nancy Richey        | Margaret Smith Judy Tegart       | 6:3, 4:6, 6:4 |
| 11. | 1968 | US Open                                           | Grand Slam | Rasen | Margaret Smith      | Billie Jean King Rosie Casals    | 4:6, 9:7, 8:6 |

### Mixed
| Nr. | Datum | Turnier                                           | Kategorie  | Belag | Partner  | Finalgegner            | Ergebnis      |
| --- | ----- | ------------------------------------------------- | ---------- | ----- | -------- | ---------------------- | ------------- |
| 1.  | 1960  | Internationale französische Tennismeisterschaften | Grand Slam | Sand  | Bob Howe | Ann Haydon Roy Emerson | 1:6, 6:1, 6:2 |